# Callicarpa tosaensis
Callicarpa tosaensis là một loài thực vật có hoa trong họ Hoa môi. Loài này được Makino mô tả khoa học đầu tiên năm 1892.